# Le serpent
Le serpent (br A Serpente) é um filme teuto-franco-italiano de 1973, dirigido por Henri Verneuil. É uma história de espionagem que relata a passagem para o Ocidente de um dissidente do KGB. 

## Elenco
- Yul Brynner : Vlassov
- Henry Fonda : Allan Davies
- Dirk Bogarde : Philip Boyle
- Philippe Noiret : Lucien Berthon
- Virna Lisi : Annabel Lee
- Guy Tréjan : Deval
- Marie Dubois : Suzanne
- Elga Andersen : Kate Cross
- Nathalie Nerval : Tatiana
- André Falcon : diplomata francês
- Robert Party : Debecourt